# Shell Haven

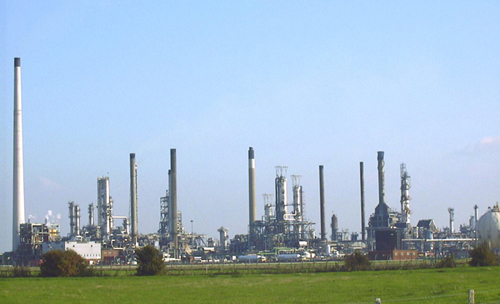
Die Shell-Haven-Raffinerie kurz vor ihrer Stilllegung im Jahr 1999

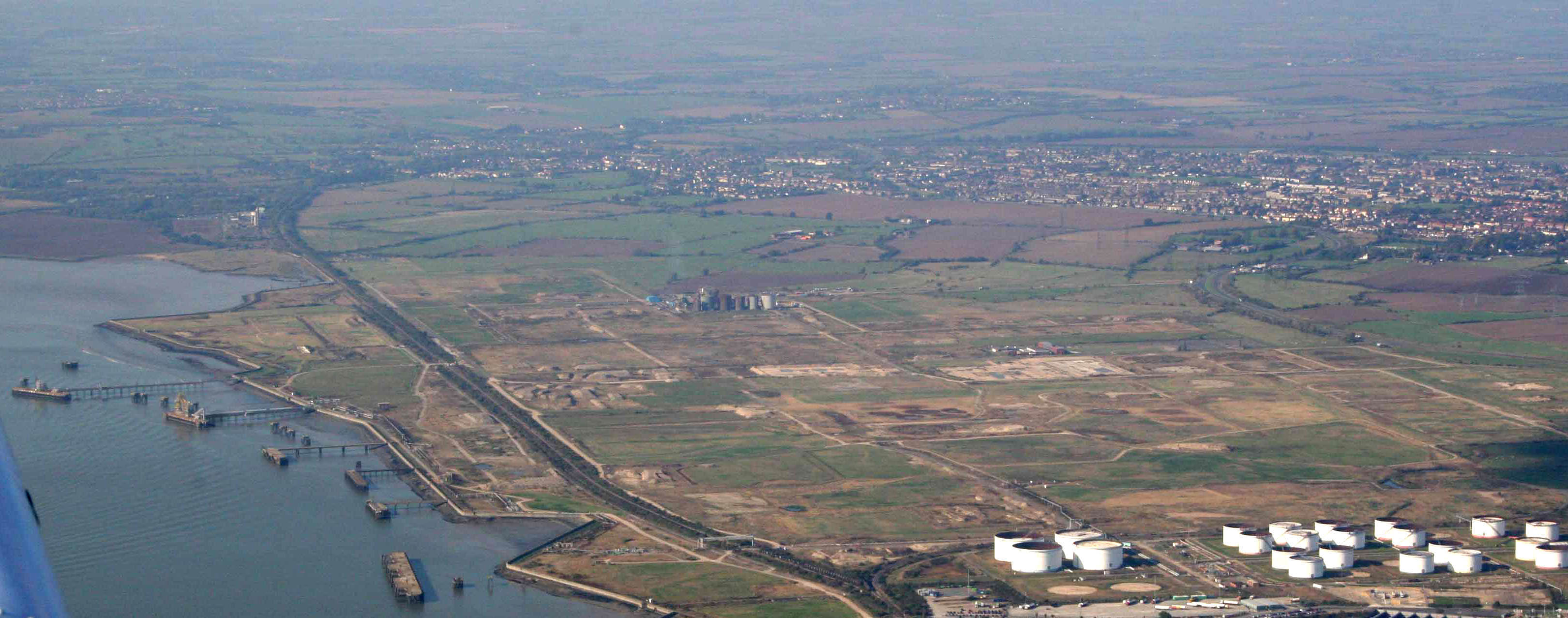
Das Gelände nach dem Rückbau im Jahr 2007

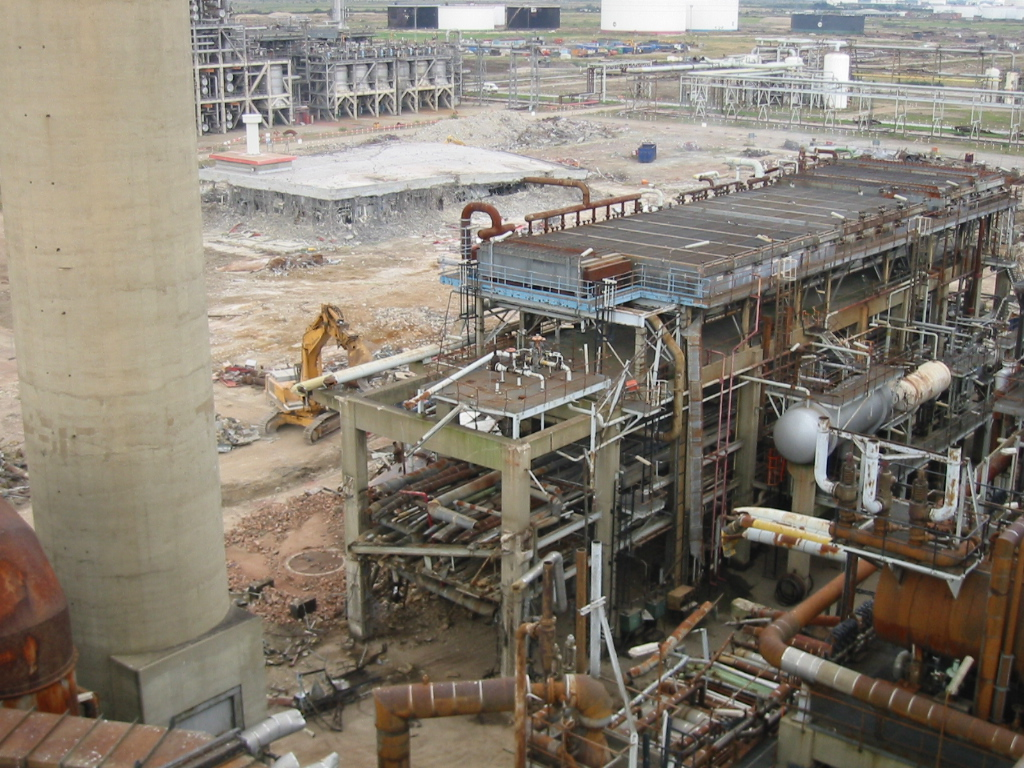
Messwarte während der Rückbauphase

Shell Haven war ein Hafen am Nordufer der Themsemündung im östlichen Zipfel des Verwaltungsbezirks Thurrock, Essex, England und eine ehemalige Erdölraffinerie. Die Raffinerie wurde 1999 geschlossen und nach dem Rückbau der Anlagen an DP World verkauft, die im Mai 2007 die Baugenehmigung für das Projekt London Gateway – einen Tiefwasser-Containerhafen – erhielten. Der erste Teil dieses neuen Terminals wurde am 6. November 2013 in Betrieb genommen.

## Geschichte
Shell Haven taucht erstmals am 10. Juni 1667 in Samuel Pepys Tagebuch auf.
Der Ort, der in den Geschichtsbüchern auch Shellhaven genannt wird, war ursprünglich eine schmale Bucht am Nordufer der Themse, etwa eine Meile westlich von Canvey Island. Hier befand sich die Mündung des Shellhaven Creek, einem Wasserlauf, der im Osten und Süden des Dorfes Fobbing verläuft und einst die Corringham Marsh von der Fobbing Marsh trennte. Im Osten lag Shell Haven House. Die Quellen sind sich nicht ganz einig, wann Shell Haven erstmals mit der Ölindustrie in Zusammenhang gebracht wurde; die erste Ausgabe einer von der Ordnance Survey herausgegebenen Karte des frühen 19. Jahrhunderts weist eine Ölmühle in der Nähe des Shell Haven Creek aus. Auch war zwar Shell Haven mehr als 80 Jahre lang der Standort einer großen Raffinerie der Shell Oil Company – jedoch gibt es keine Anhaltspunkte, dass das Unternehmen seinen Namen von diesem Ort abgeleitet hat.
In den 1850er Jahren wurde eine Nebenstrecke der London, Tilbury and Southend Railway (LT&SR) zu einem neuen Hafen namens Thames Haven (auch Thameshaven genannt) gebaut, der unmittelbar westlich von Shell Haven liegt. Wahrscheinlich wäre der Name Shell Haven in der Versenkung verschwunden, wenn Thames Haven floriert hätte und wenn die Shell Oil Company nicht nach einem Platz für ihre Raffinerie gesucht hätte.
1895 kaufte die Munitionsfirma Kynoch die östlich des Shell Haven Creek gelegene Borley Farm, um dort Sprengstoffe herzustellen. Die Eröffnung der Fabrik und einer kleinen Siedlung für die Mitarbeiter des Unternehmens namens Kynochtown erfolgte 1897. Kynoch gründete auch die Corringham Light Railway (CLR) und baute eine Passagierzugstrecke von der Fabrik nach Corringham, Essex und eine Güterzugstrecke zur LT&SR in Thames Haven. Die Munitionsfabrik wurde 1919 geschlossen. Das Gelände und der Eisenbahnbetrieb wurden von den Kohlehändlern Cory Brothers Ltd aus Cardiff übernommen, die hier ein Mineralöllager errichteten und dabei Kynochtown in Coryton umbenannten. Aus dem Öldepot wurde später die Coryton Refinery, die ab 1950 zuerst von Mobil und danach von verschiedenen anderen Gesellschaften betrieben wurde und die bis heute in Betrieb ist.
Die eigentliche Geschichte von Shell Oil in Shell Haven begann in Gestalt der Asiatic Petroleum Company Ltd. Diese Handelsvertretung wurde noch vor der Gründung der Royal Dutch Shell als Joint-Venture der holländischen Royal Dutch Petroleum und der britischen Shell Transport and Trading Company im Handelsregister eingetragen. Die im Jahr 1912 ausgestellte Lizenz lautete auf die „Lagerung von maximal 80.000 Tonnen Petroleum am Standort Shell Haven in eisernen Tankbehältern, deren Fassungsvermögen auf jeweils 4000 Tonnen begrenzt ist“. Das Raffineriegeschäft begann 1916 mit der Errichtung einer 40 Hektar großen Destillationsanlage für Treibstoff für die britische Admiralität. 1919 wurde die Anlage umgebaut, um Bitumen für Straßenbeläge zu produzieren. 1925 wurde eine Anlage zur Herstellung von Schmierölen errichtet und 1937 wurden die ersten hochviskosen Öle produziert.
Noch vor Beginn des Zweiten Weltkriegs wurden weitere Anlagen in Betrieb genommen, darunter eine Mischanlage für Pflanzenchemikalien.
Die Raffinerien und die Tanklager von Thames Haven, Shell Haven und Coryton wurden während der Luftangriffe auf England ein leicht zu treffendes Ziel und wurden insbesondere im September 1940 in der Luftschlacht um England schwer beschädigt.
1946 wurde eine Anlage zur Herstellung von hochwertigem Paraffin für Kerzen, Papier usw. in Auftrag gegeben. Die Expansion der Raffinerie begann 1947 auf einem 400 Hektar großen, westlich der ursprünglichen Raffinerie gelegenen Gelände. Der Vorstand der Shell Petroleum Co Ltd gab 1948 grünes Licht für die Konstruktion einer neuen, großen Raffinerie, die vor allem auf die Verarbeitung von Rohölen aus Kuwait zugeschnitten war.
Die Anlage umfasste
- eine Rohöldestillation mit einer Kapazität von 6000 Tonnen kuwaitischem Rohöl pro Tag und der Anlagenbezeichnung lautete CDU1 (Crude Oil Destillation Unit 1)
- eine Hochvakuumdestillation mit einer Kapazität von 3500 Tonnen Long Residue mit der Bezeichnung HVU for CCF (high vacuum unit for cat cracker feed)
- einen Visbreaker mit einer Kapazität von 1200 Tonnen Naphtha pro Tag
- einen Gasoline Doctor Treater zur Entschwefelung[2]
- drei 17 bar Dampfkessel mit einem salzwassertauglichen Durchfluss-Kühlsystem

und ging 1950 in Betrieb.
Schrittweise wurden danach weitere Anlagen hinzugefügt, die aus den Destillationsrückständen hochwertige Kohlenwasserstoffe gewinnen sollten. So wurde 1956 ein Platformer in Betrieb genommen und im gleichen Jahr eine petrochemische Anlage für die Herstellung von Aromaten, der chemische Grundstoff der Haushaltsdetergentien. Eine zweite Rohöldestillation wurde 1959 in Auftrag gegeben und 1967 ein zweiter Platformer. Eine Anlage zur Hydrodesulfurierung wurde 1972 gebaut und 1977 ein dritter Reformer. 1979 kam ein Hydrocracker dazu, um die Anteile an Leichtdestillaten zu erhöhen. 1981 schließlich nahm eine neue Bitumenanlage ihre Arbeit auf.
Durch Bereitstellung erheblicher finanzieller Mittel konnte 1992 der 'Naphtha Minus'-Komplex gebaut werden, der eine Isomerisierung, eine Benzol-Rückgewinnung und eine Gasturbine zur Energieerzeugung beinhaltete. Außerdem wurde eine neue Messwarte errichtet.
Die Anlage hatte nun eine Kapazität von 4,6 Millionen Jahrestonnen erreicht und erstreckte sich auf einer Fläche von acht km², was mit einer Länge der Begrenzungszaunes von 27 Kilometern einherging. Die Raffinerie hatte ihr eigenes Kraftwerk, eine eigene Feuerwehr und andere Notfalleinrichtungen. Dazu kamen fünf Verladebrücken, die für Tankschiffe bis zu 300.000 Tonnen geeignet waren. Die Produkte wurden mit Straßentankwagen, per Schiff und über das britische Pipelinenetz zu den Verbrauchern gebracht.
Von einem Tag auf den anderen wurde die Raffinerie 1999 außer Betrieb genommen. Ein kleines Team von Facharbeitern und Ingenieuren verblieb noch für einige Jahre auf dem Gelände, um den Rückbau der Industrieanlage zu koordinieren und zu überwachen. Die Anlagen der Raffinerie Shell Haven wurden komplett verschrottet, mit Ausnahme der Bitumenanlage und einiger Lagertanks. Die beiden Hydrocracker wurden im Juli 2004 in das Werk Godorf der Rheinland Raffinerie transferiert, wo sie einem bereits bestehenden Ensemble aus vier baugleichen Reaktoren hinzugefügt wurden und seit 2005 wieder in Betrieb sind.

## Heutige Nutzung
Das Gelände wurde 2006 von DP World – einem der weltweit größten Hafenbetreiber – aufgekauft. Der Erwerb erfolgte zeitgleich mit dem Kauf der renommierten Reederei P&O. Im Mai 2007 erhielt DP World die Zusage für den Plan, in Shell Haven einen großen Tiefwasser-Containerhafen – bekannt unter dem Namen „London Gateway“ – zu errichten. Neben dem neuen Hafen beinhalteten die Planungen den Aufbau eines der größten Logistikzentren Europas mit strategisch wichtigen Anbindungen an London, den Südosten des Landes und das übrige UK.
Im Mai 2008 erließ das britische Amt für Transportwesen (Department for Transport) die Harbour Empowerment Order, eine Verordnung für London Gateway, die dem neuen Hafen einen offiziellen und gesetzlich Rahmen gab und London Gateway in den Rang einer Behörde erhob. DP World ist nun gefordert, über 1,5 Milliarden Pfund während der nächsten 10 bis 15 Jahren in die Entwicklung des neuen Hafens zu investieren.
Als letzte Anlage der alten Shell Haven Raffinerie wurde die Bitumenanlage im Jahr 2010 außer Betrieb genommen.

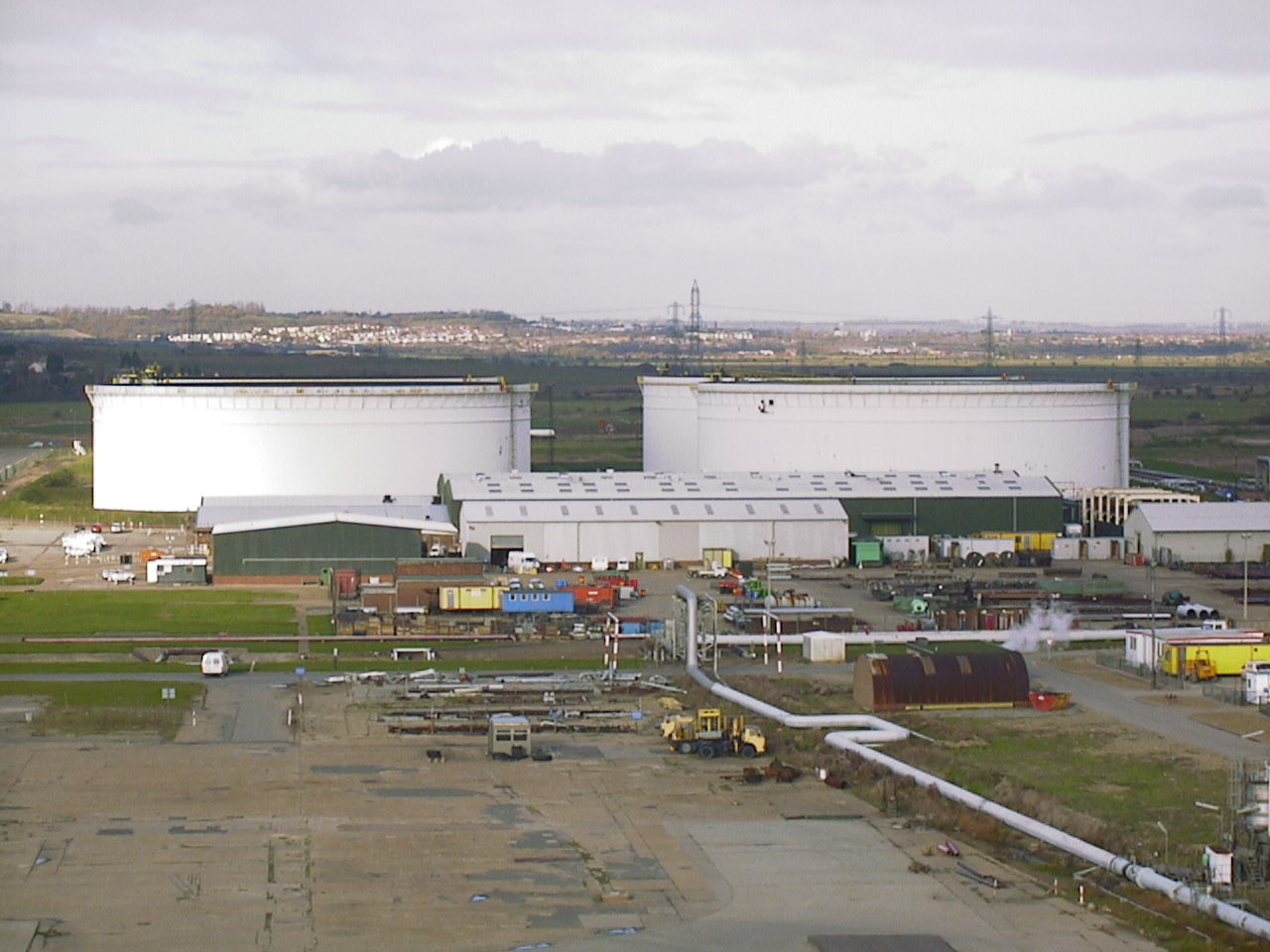
Rohöltanks
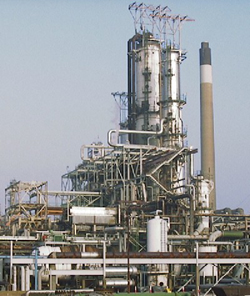
Rohöldestillation
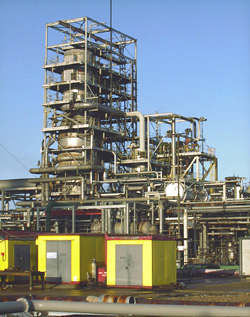
HVU-Anlage
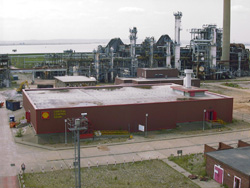
Messwarte
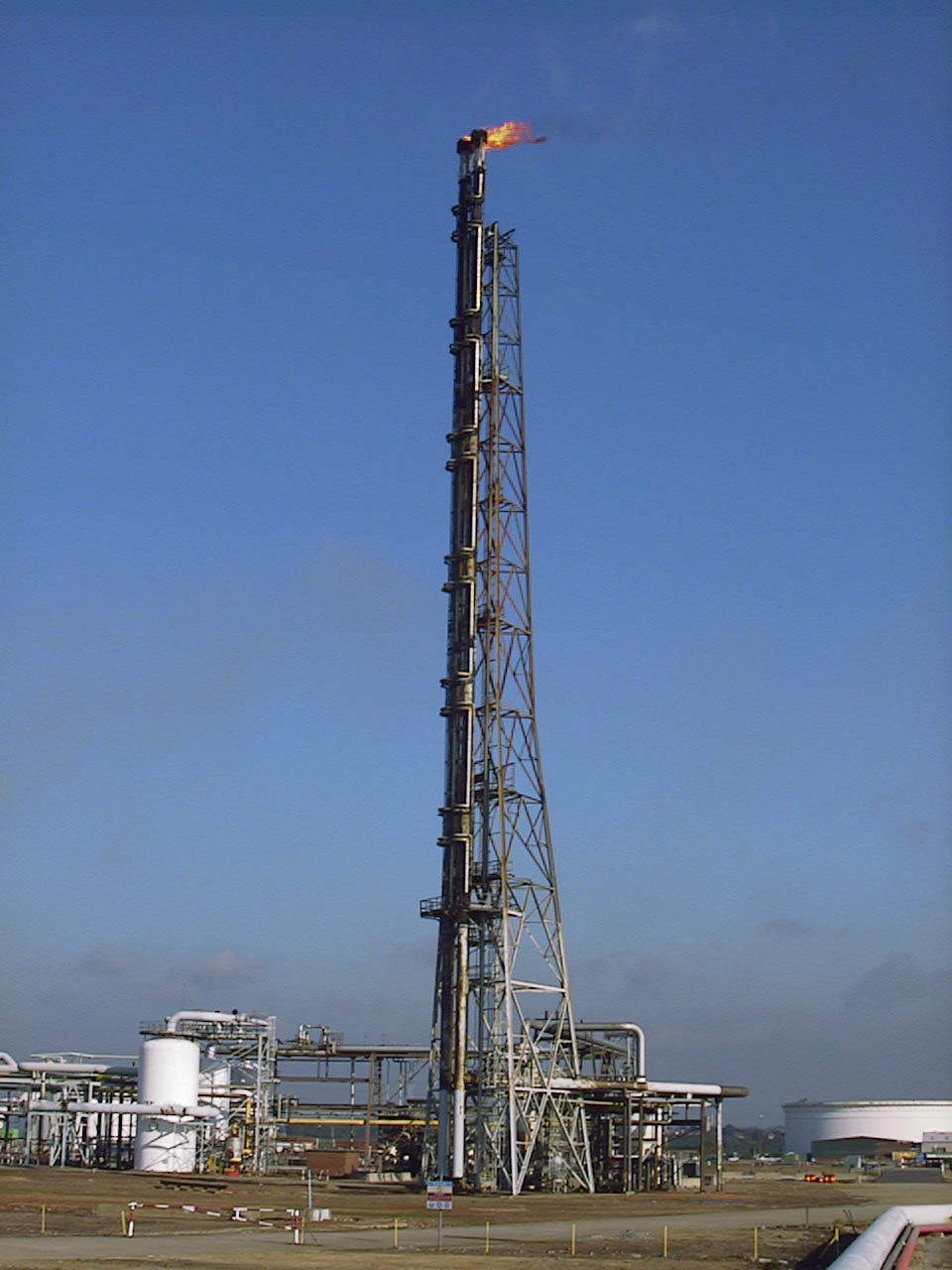
Hochfackel
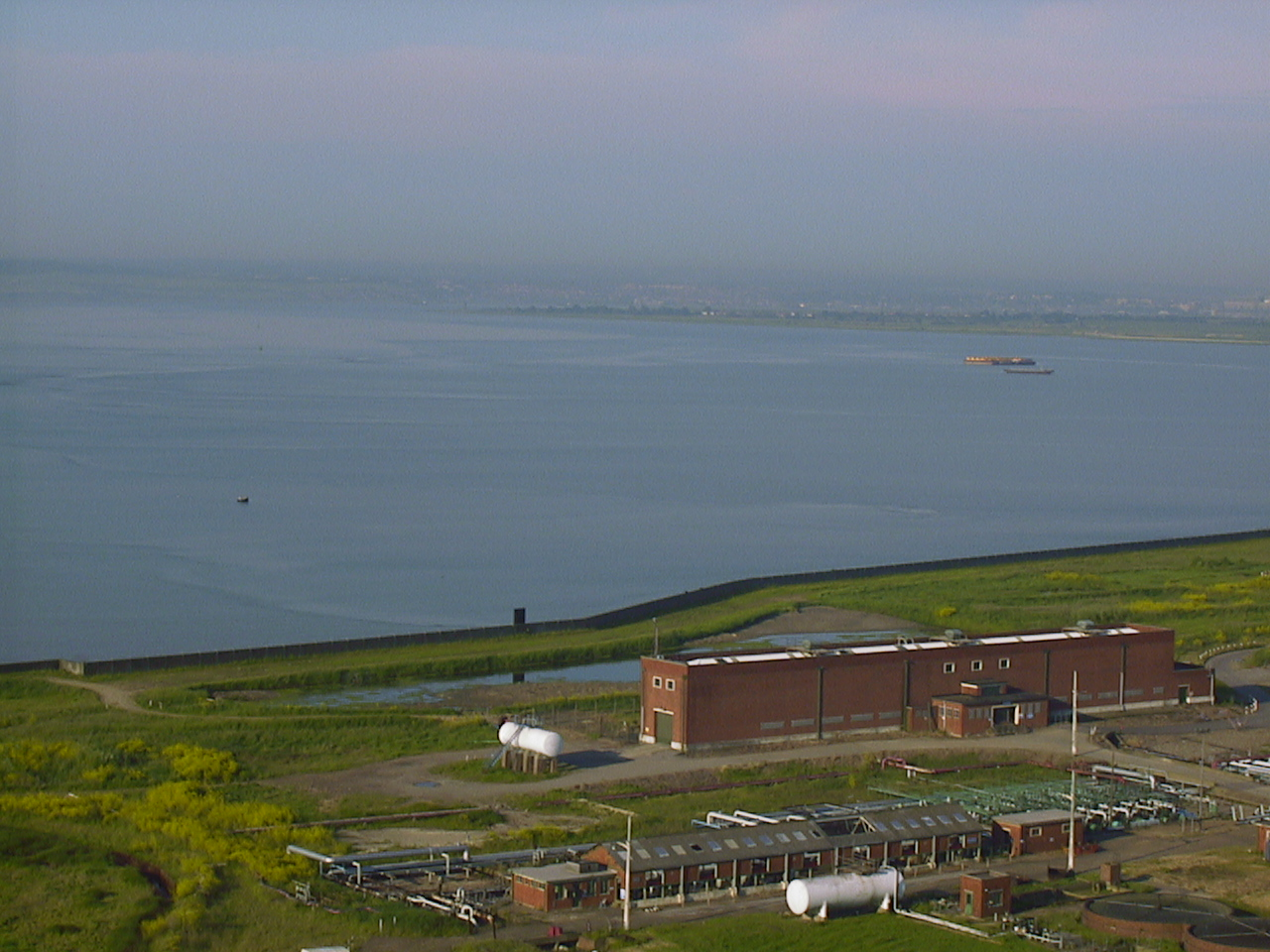
Kühlwasser-Pumpenhaus
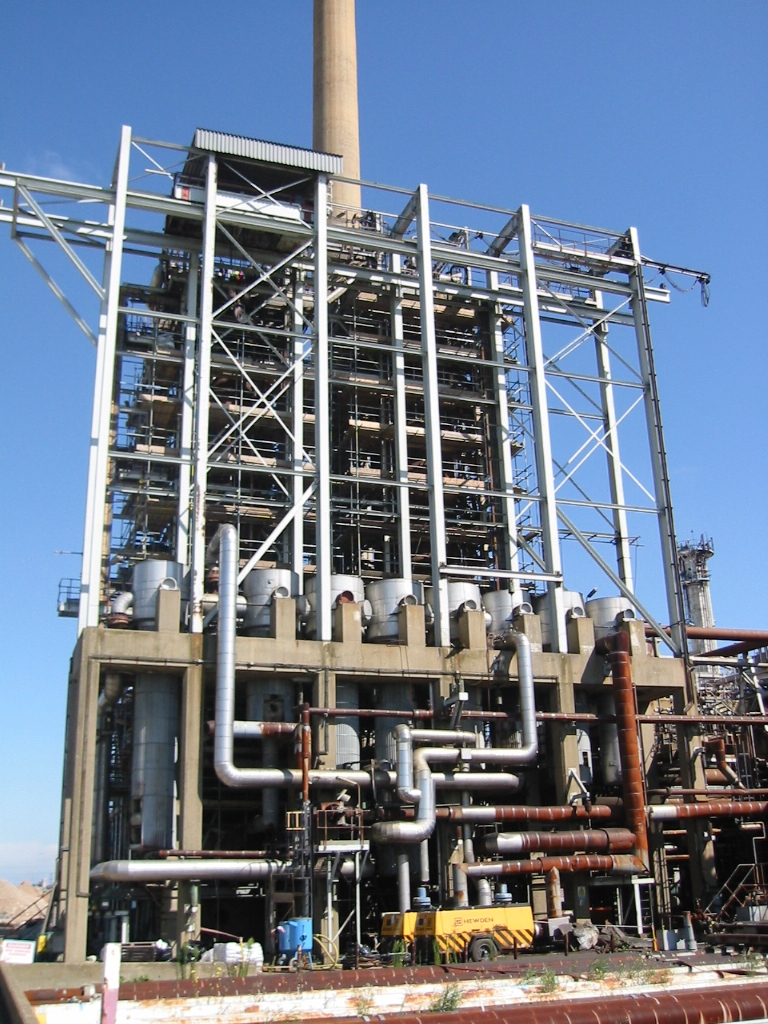
HCU-Reaktor
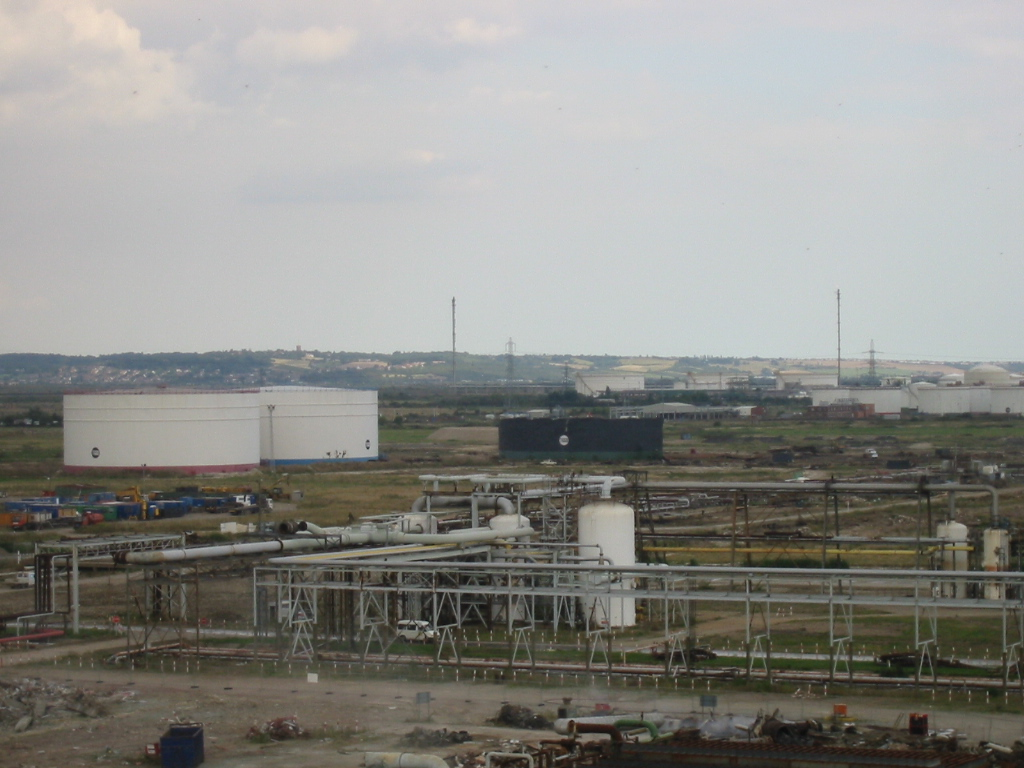
Outside Plot während des Rückbaus